# Endotheel

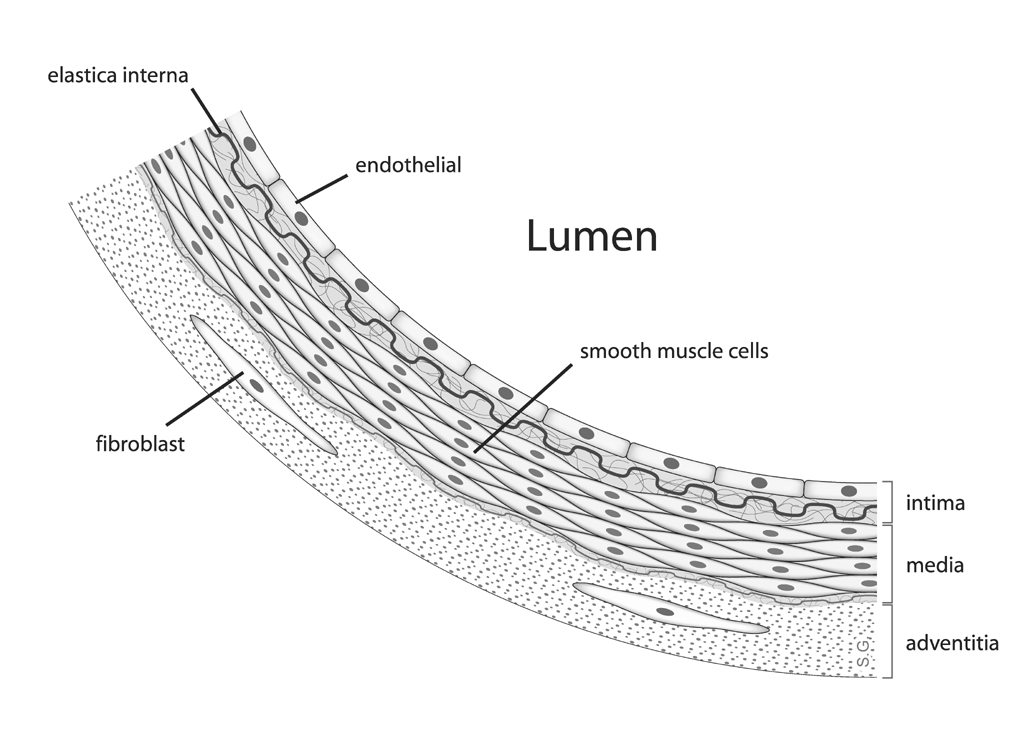
Doorsnede van de wand van een bloedvat

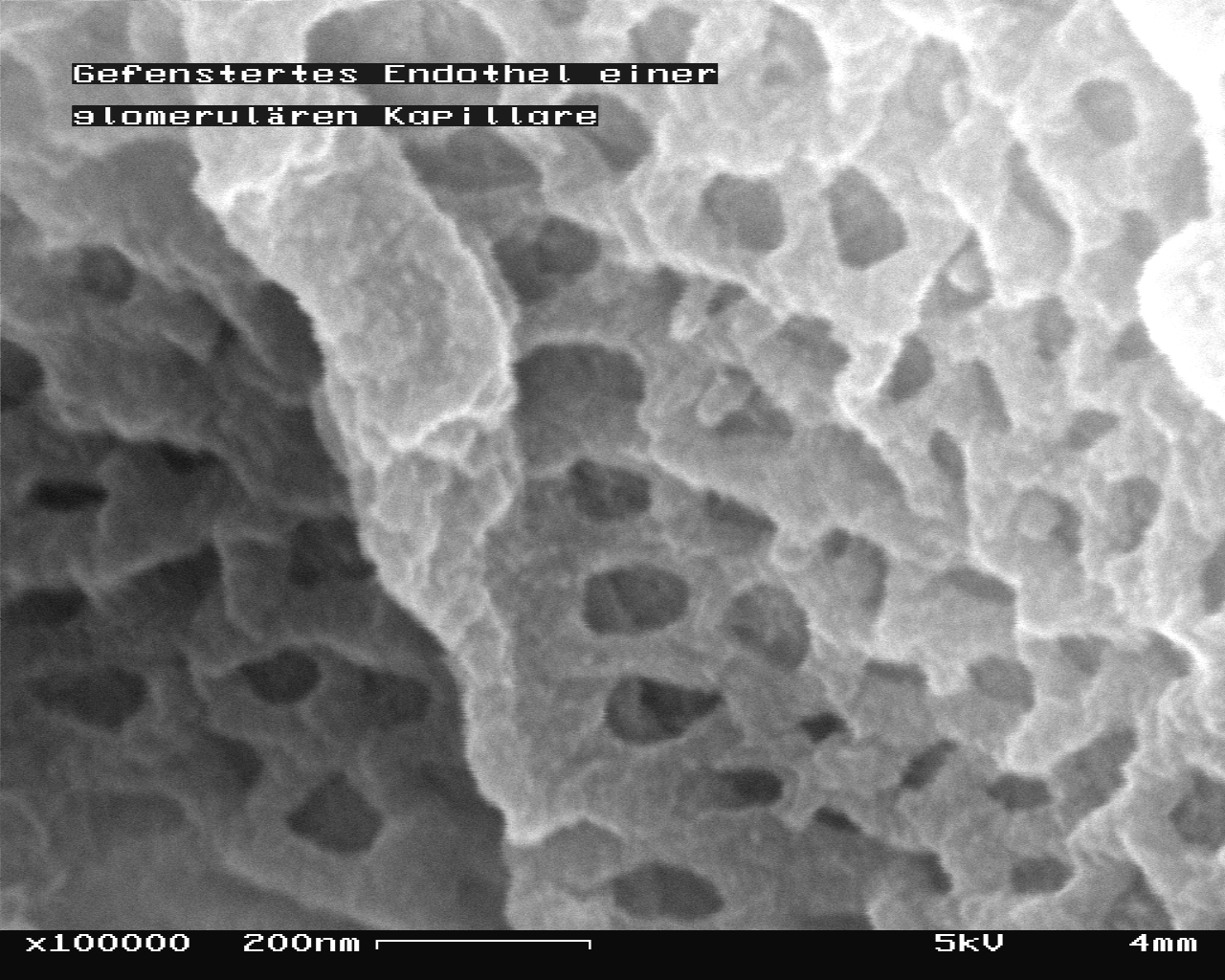
Endotheel met poriën (fenestrae) in de glomerulus van de muis.

Het endotheel is een bedekkend eencellig laagje aaneengesloten cellen dat onder andere de binnenkant van hart, bloedvaten en lymfevaten bekleedt bij gewervelden. Ongewervelden hebben geen endotheel.
Endotheelcellen vervullen een functie bij de bloedstolling en bij angiogenese. Het endotheel is epitheloïd, dat wil zeggen een van de sub-types van epitheel, net als het mesotheel, dat de bekleding vormt van lichaamsholten als het hartzakje en het long-, borst-, en  buikvlies. Afdekkende cellagen aan de buitenkant van organen, in de darm of de galblaas en aan de binnenkant van onder andere de blaas (urotheel) vormen het epitheel in engere zin. In het nierbekken, de urineleider (ureter), blaas en urinebuis (urethra) vormt het slijmvlies (ofwel bekleding ofwel urotheel) het overgangsepitheel.
Het endotheel is mesenchymaal weefsel dat wordt gevormd uit de middelste laag van het embryonale kiemblad (het mesoderm).

## Gefenestreerd endotheel
Het gefenestreerde (met poriën) endotheel is aanzienlijk permeabeler: zelfs grotere moleculen passeren zonder problemen de "vensters" (Latijn: fenestra) in het endotheel. De poriën hebben een diameter van ongeveer 70 nm en hebben – bij mensen, met één uitzondering de nier – altijd diafragma's (denkbaar als spaken) die de permeabiliteit van zeer grote moleculen en cellen enigszins beperken. In het centraal zenuwstelsel wordt dit type endotheel aangetroffen in de meeste circumventriculaire organen. Net als het continue endotheel heeft dit type endotheel een doorlopend basaal membraan en wordt het aangetroffen in de glomerulus van de nieren, de darm en endocriene klieren.

## Evolutie
Endotheel is in de evolutie mogelijk ontstaan vanuit amoebocyten – gespecialiseerde bloedcellen die een rol spelen in het afweersysteem van ongewervelden – die zich hechtten aan het basaal membraan van bloedvaten. Tijdens die evolutie verkregen amoebocyten het epithele fenotype. Mogelijk was de eerste functie van de nieuwe cellen de afweer van ziektes, maar door hun vermogen tot angiogenese, de vorming van bloedvaten, konden bloedvaten ook buiten de ruimtes rond de ingewanden groeien.